# یورگ هارتمان
یورگ هوبرت هارتمان (آلمانی: Jörg Hubert Hartmann؛ زادهٔ ۸ ژوئن ۱۹۶۹) بازیگر اهل آلمان است.
از فیلم‌ها یا مجموعه‌های تلویزیونی که وی در آن‌ها نقش داشته‌است، می‌توان به لوته در باهاوس، پرونده‌ای برای دو نفر و میهن اشاره نمود.